# Urðarvatnaás
Urðarvatnaás är ett berg i republiken Island. Det ligger i regionen Norðurland eystra, 200 km nordost om huvudstaden Reykjavík.